# بيبي بيرسون
بيبي بيرسون (بالإنجليزية: Pepe Pearson)‏ هو لاعب كرة قدم أمريكية أمريكي، ولد في 11 ديسمبر 1975 في يوكليد في الولايات المتحدة.